# Zodiac (deutsche Band)
Zodiac war eine Hard-Rock-Band aus Münster. Die Band stand zuletzt bei Napalm Records unter Vertrag und hatte vier Studioalben veröffentlicht.

## Geschichte

### Gründung undA Bit of Devil(2010 bis 2012)

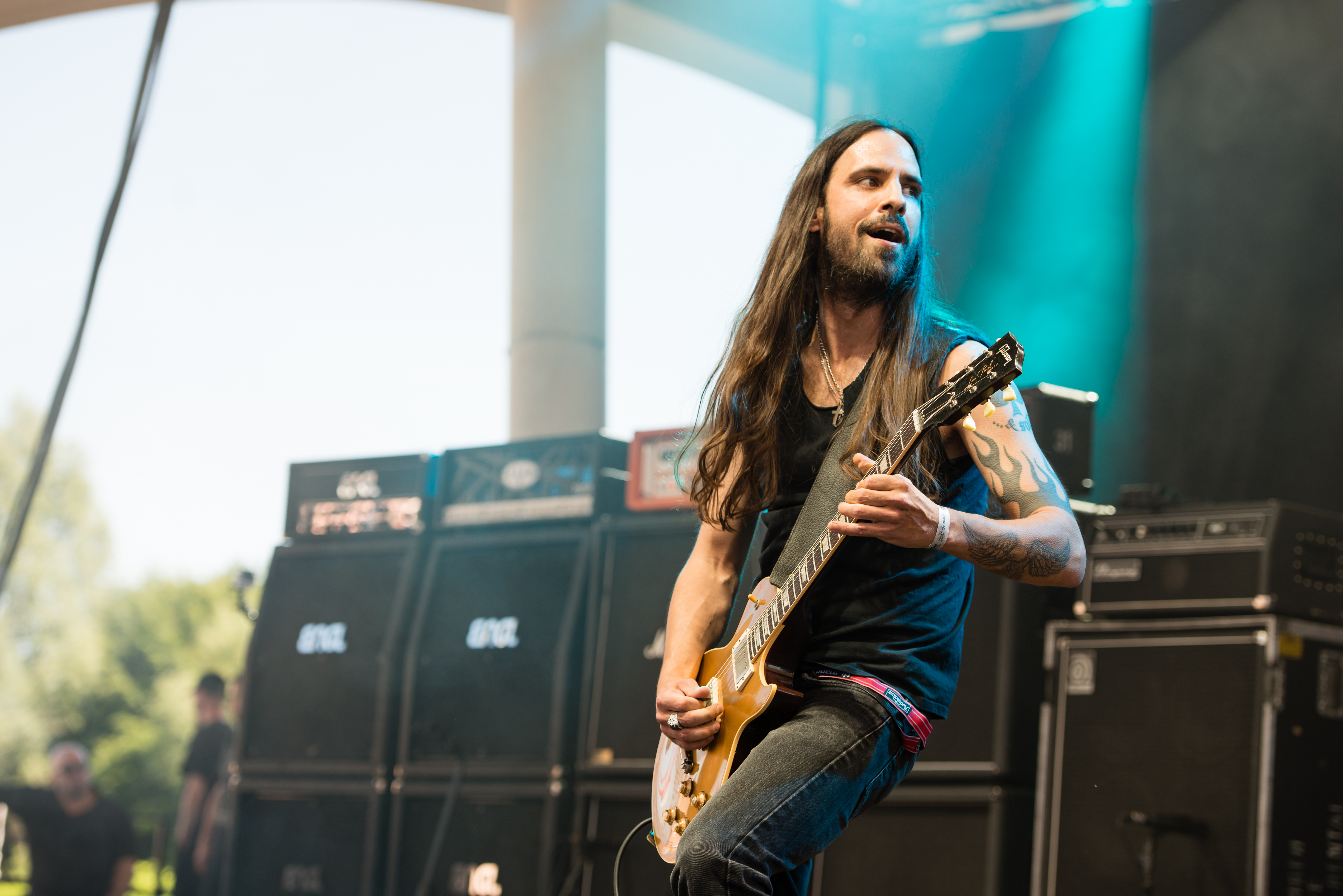
Nick van Delft (2014)

Nach der Auflösung der Melodic-Death-Metal-Band Misery Speaks im Jahre 2010 beschlossen der Gitarrist Stefan Gall und der auch bei Long Distance Calling aktive Schlagzeuger Janosch Rathmer, weiterhin gemeinsam Musik zu machen. Gall und Rathmer kontaktierten den Sänger Nick van Delft, bevor die Band mit dem Bassisten Robert Kahr komplettiert wurde. Der Bandname wurde vom astrologischen Begriff Zodiak abgeleitet, der laut Rathmer einen „coolen Klang“ hat.
Im April 2011 spielte die Band die ersten Konzerte, bevor im Sommer des gleichen Jahres die erste, selbstbetitelte EP aufgenommen wurde. Die EP wurde von den Magazinen Visions und Rock Hard zum „Demo des Monats“ gewählt. Kurze Zeit später gründeten Janosch Rathmer und Stefan Gall mit Honest Hound Records ihr eigenes Plattenlabel, über das am 25. Mai 2012 das Debütalbum A Bit of Devil veröffentlicht wurde. Zodiac tourten im Herbst 2012 im Vorprogramm von The Sword und im April 2013 mit den Spiritual Beggars. Zwischenzeitlich verließ Bassist Robert Kahr die Band aus beruflichen Gründen und wurde durch Ruben Claro ersetzt. Kahr selbst gründete 2014 die Band Healer.

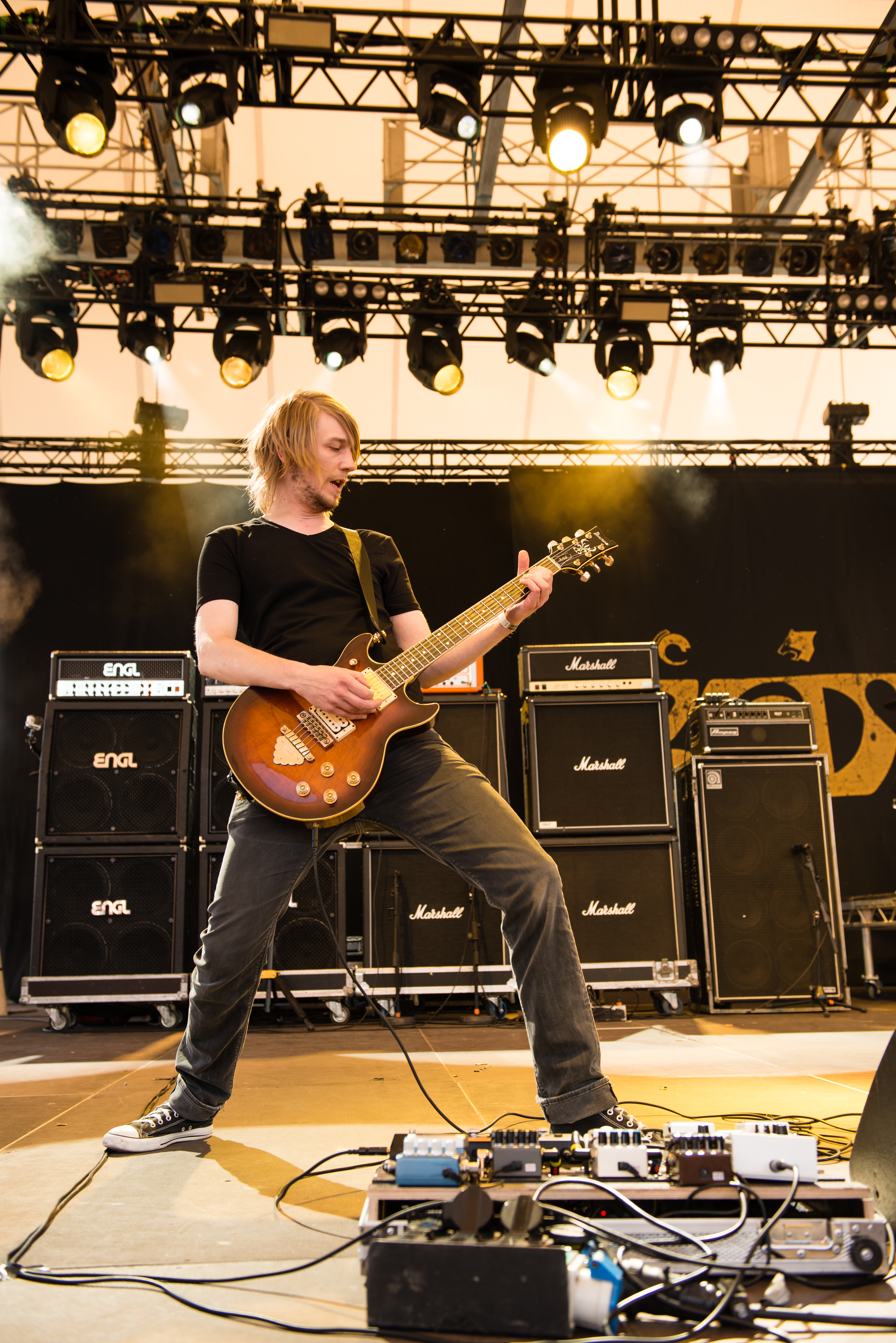
Stephan Gall (2014)

### A Hiding PlaceundSonic Child(2013 bis 2014)
Die Band wurde im Juli 2013 vom österreichischen Label Napalm Records unter Vertrag genommen, das am 25. Oktober 2013 das zweite Studioalbum A Hiding Place veröffentlichte. Das Album wurde vom Magazin Rock Hard zum „Album des Monats“ gekürt. und enthält mit „Cortez the Killer“ eine Coverversion eines Liedes von Neil Young. Für den November und Dezember 2013 war eine Nordamerikatournee im Vorprogramm von Monster Magnet geplant. Zodiac mussten ihre Teilnahme allerdings absagen, da den Musikern die nötigen Visa verweigert wurden. Stattdessen spielten Zodiac eine kleine Europatournee mit Orchid und Blues Pills und begannen mit den Vorbereitungen für ihr drittes Studioalbum.
Im März 2014 folgte eine Europatournee mit den beiden Headlinern Audrey Horne und Grand Magus, ehe im Mai 2014 die Aufnahmen begannen. Im Sommer spielte die Band beim Hellfest, bevor das Album Sonic Child am 19. September 2014 erschien. Mit Not Fragile enthält Sonic Child eine Coverversion eines Liedes von Bachman-Turner Overdrive. Zuvor wurde am 15. August 2014 zusammen mit Audrey Horne die Split-Single Out of the City veröffentlicht. Beide Bands hatten für ihr jeweiliges neues Album ein Lied namens Out of the City geschrieben. Sonic Child stieg auf Platz 47 der deutschen Albumcharts ein.

### Grain of Soulund Auflösung (2014 bis 2017)

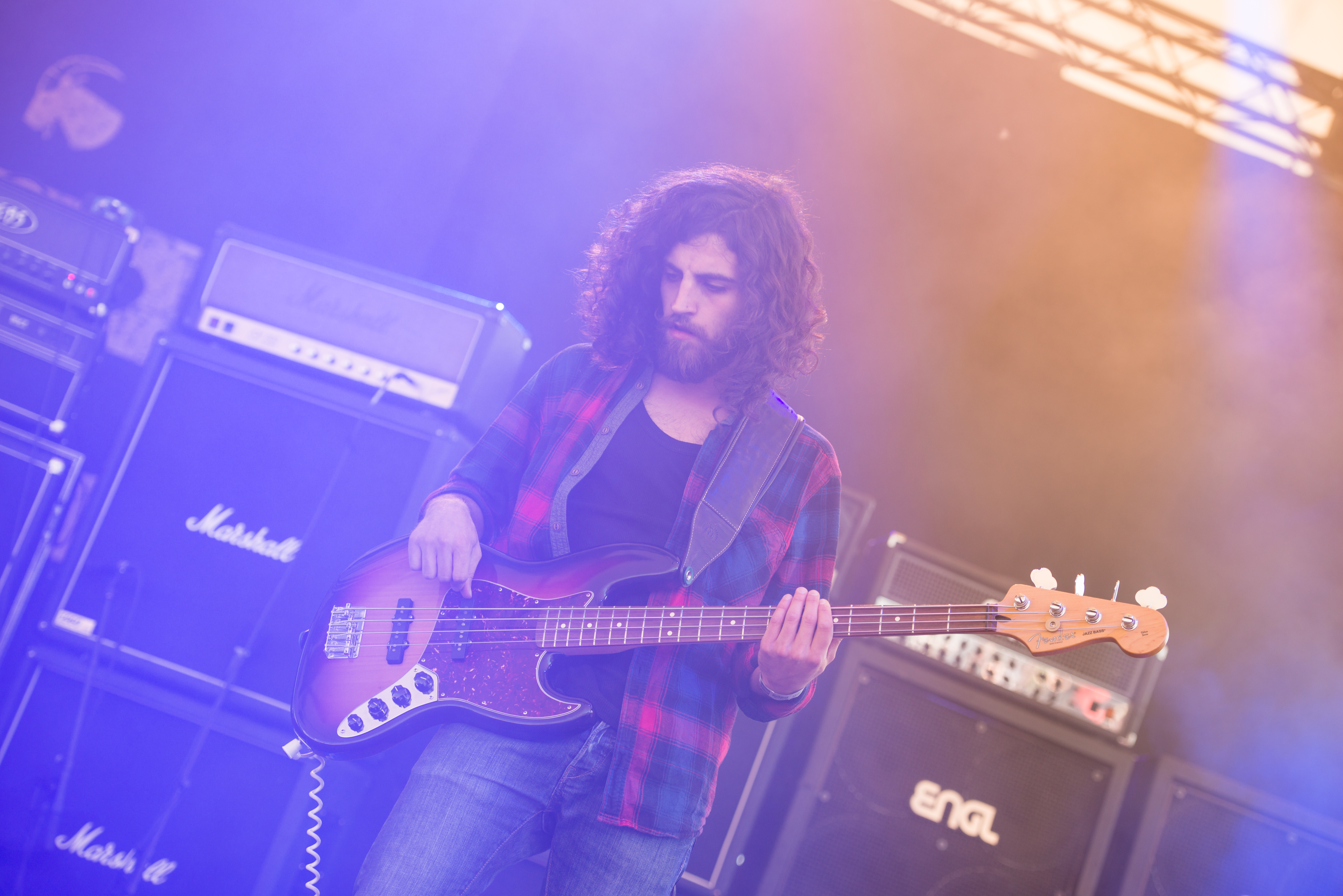
Ruben Claro (2014)

Im Herbst 2014 gingen Zodiac erstmals als Headliner auf Deutschlandtournee. Während der 17 Konzerte umfassenden Tournee mit den Vorgruppen Gold und Daily Thompson wurde ein Livealbum mitgeschnitten. Dieses Livealbum wurde am 17. April 2015 unter dem Namen Road Tapes Vol. 1 veröffentlicht. Im Sommer spielte die Band beim Wacken Open Air, bevor sie mit den Arbeiten an ihrem vierten Studioalbum begannen. Zodiac nahmen das Album mit dem Produzenten Arne Neurand in den Horus Sound Studios in Hannover auf. Zwischendurch spielte die Band eine kleine Tournee in Spanien. Die Veröffentlichung von Grain of Soul erfolgte am 29. Juli 2016. Erstmals veröffentlichte die Band ein Album ohne Coverversion.
Grain of Soul erreichte Platz 36 der deutschen Albumcharts. Im Herbst 2016 folgte eine Headlinertournee mit den Vorgruppen RavenEye und Honeymoon Disease. Darüber hinaus wurde am 7. Oktober 2016 die Debüt-EP wiederveröffentlicht. Ende Januar 2017 gab die Band aus persönlichen Gründen innerhalb der Gruppe ihre Auflösung bekannt. Ruben Claro gründete daraufhin die Band Bad Bone Beast.

### Wiedervereinigung und erneute Auflösung (2018 bis 2021)
Im November 2018 gab die Band ihre Wiedervereinigung bekannt und kündigte an, wieder Konzerte zu spielen. Statt Ruben Claro übernahm Hendrik Müller-Späth den Bass. Im Sommer 2019 spielten Zodiac beim Rock Hard Festival als kurzfristiger Ersatz für The Obsessed. Im Mai 2021 verkündete die Band ihre erneute Auflösung.

## Stil

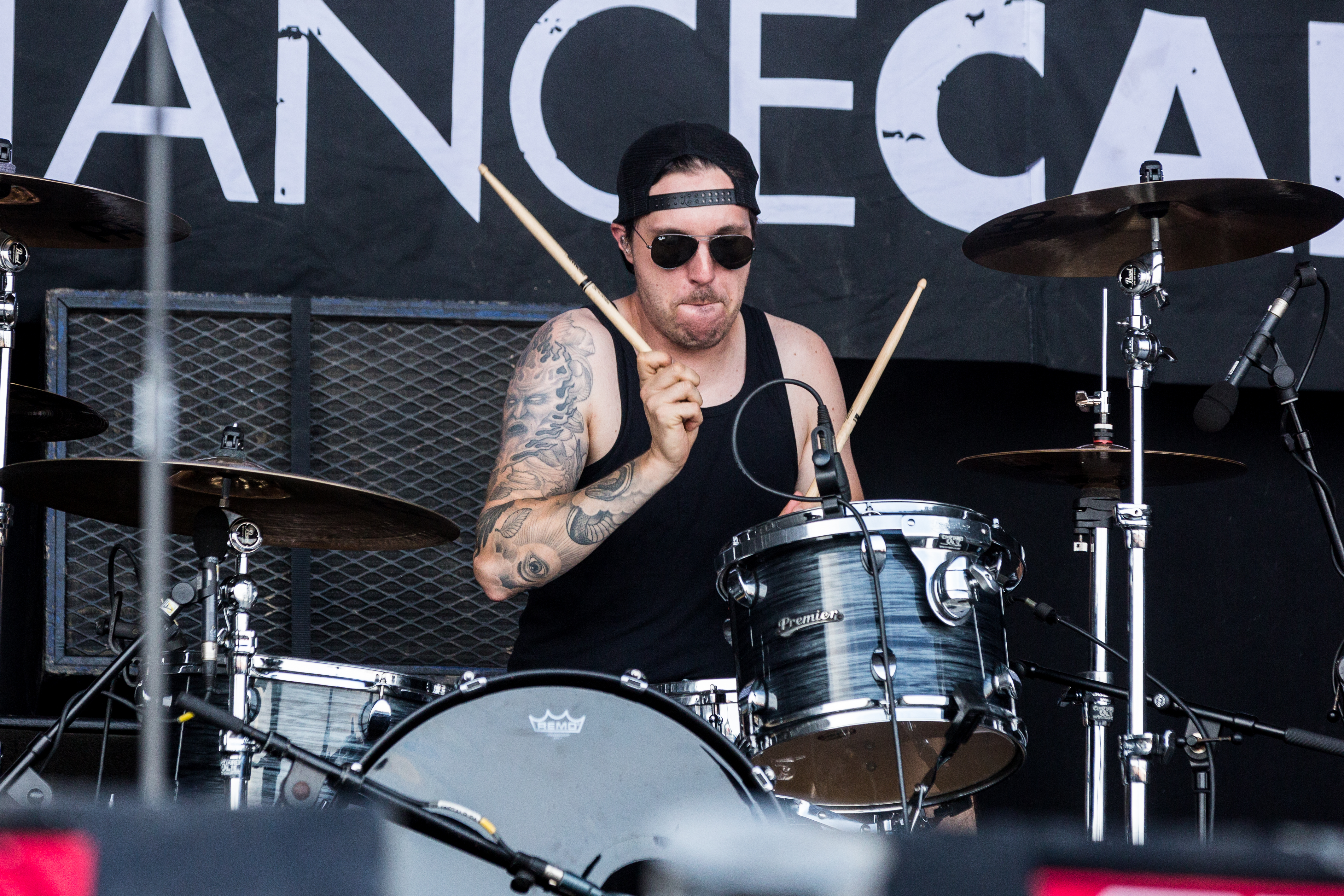
Janosch Rathmer (2017)

Die Musik von Zodiac ist eine Mischung aus Hard Rock, Classic Rock und dem Bluesrock der 1970er Jahre. Als Haupteinflüsse nennt Janosch Rathmer Led Zeppelin, Pink Floyd, Thin Lizzy, Stevie Ray Vaughan, ZZ Top oder Joe Bonamassa. Auch Metal-Bands wie Iron Maiden zählt Rathmer zu den Einflüssen. Im Gegensatz zu anderem Retro-Rockbands wurden Zodiac laut Rathmer weniger von Black Sabbath oder Pentagram beeinflusst. Mit ihrem vierten Studioalbum Grain of Soul zeigten sich Zodiac mehr von Bands der 1990er Jahre wie Alice in Chains oder Queens of the Stone Age beeinflusst. Gleichzeitig fielen die neuen Lieder härter als früher aus. Grundsätzlich strebt die Band einen ursprünglichen Klang an.

„Gerade in der Zeit, wo alles so schnelllebig und technisch voranschreitet, ist es gut, wenn man sich in der Musik auf das Wesentliche konzentriert. Ich kann mir keine Bands mehr anhören, bei denen ich genau weiß, dass alles am Computer entstanden ist.“

## Diskografie

### Alben
| Jahr | Titel Musiklabel                    | Höchstplatzierung, Gesamtwochen, AuszeichnungChartsChartplatzierungen (Jahr, Titel, Musiklabel, Platzierungen, Wochen, Auszeichnungen, Anmerkungen) | Anmerkungen                                                        |
| Jahr | Titel Musiklabel                    | DE | Anmerkungen                                                        |
| ---- | ----------------------------------- | --- | ------------------------------------------------------------------ |
| 2012 | A Bit of Devil Honest Hound Records | — | Erstveröffentlichung: 25. Mai 2012                                 |
| 2013 | A Hiding Place Napalm Records       | — | Erstveröffentlichung: 25. Oktober 2013                             |
| 2014 | Sonic Child Napalm Records          | DE47 (1 Wo.)DE | Erstveröffentlichung: 15. August 2014                              |
| 2016 | Grain of Soul Napalm Records        | DE36 (1 Wo.)DE | Erstveröffentlichung: 29. Juli 2016 # 18 der deutschen Vinylcharts |

### Weitere Veröffentlichungen
- 2011: Zodiac (EP)
- 2014: Out of the City (Split-Single mit Audrey Horne)
- 2015: Road Tapes Vol. 1 (Livealbum)

### Musikvideos
- 2012: A Bit of Devil
- 2014: Free
- 2014: A Penny and a Dead Horse
- 2015: Holding On
- 2016: Follow You
- 2016: Animal